# Pamendanga variegata
Pamendanga variegata är en insektsart som först beskrevs av Frederick Arthur Godfrey Muir 1914.  Pamendanga variegata ingår i släktet Pamendanga och familjen Derbidae. Inga underarter finns listade i Catalogue of Life.